# Berliet VSE
Unter der Typenbezeichnung Berliet VSE wurden vom französischen Kraftfahrzeughersteller Berliet in Lyon ab 1935 leichte Lkw gebaut.

## Technik und Geschichte
Der Berliet VSE erhielt seine allgemeine Betriebserlaubnis am 19. Oktober 1935. Es handelte sich um einen leichten LKW mit einer Nutzlast von 2, später 2,5 Tonnen, der in drei Varianten gebaut wurde. Berliet VSE und VSEB hatten einen Radstand von 3,445 und eine Länge von 5,02 m, eine Breite von 1,915 m. Der Radstand des VSEN war auf 4,00 m und seine Länge auf 6,00 m gewachsen, die Breite blieb gleich. Von seinem Nachfolger Berliet VSF unterschied sich das Fahrzeug äußerlich dadurch, dass seine Räder mit 8 Schrauben (statt 6 beim Berliet VSF) an den Bremstrommeln befestigt waren.
In ihren technischen Daten unterscheiden sich die Varianten im Übrigen durch den verwendeten Motor und die daraus resultierenden Gewichtsdifferenzen:
| Typ  | Betriebserl. | Motor | Zyl. | Bohrg. | Hub   | Hubr. | /min | CV    | PS    | Chassis | max. | Bem.,  |
|      | Mon./Jahr    | Typ   | Zahl | mm     | mm    | cm³   | max  | fisc. | reell | kg      | kg   | Quelle |
| ---- | ------------ | ----- | ---- | ------ | ----- | ----- | ---- | ----- | ----- | ------- | ---- | ------ |
| VSE  | 10.1935      | MKR   | 4    | 80     | 120   | 2413  | 3000 | 12    |       | 1450    | 4400 | [ 1 ]  |
| VSEB | 12.1936      | MKR   | 4    | 80     | 120   | 2413  | 3000 | 12    |       | 1450    | 4500 | [ 2 ]  |
| VSEN | 7.1938       | MKR2  | 4    | 80     | 119,7 | 2407  | 3000 | 11    | 50    | 1570    | 4900 | [ 3 ]  |

Für die von der französischen Luftwaffe bestellten VSEN werden folgende technischen Daten angegeben: Radstand 4,085 m, Länge 5,995 m, Spur vorne 1,48 und hinten 1,516 m, Breite 1,97 m, Reifen 19×50, Höchstgeschwindigkeit 71 km/h.
Das Fahrzeug wurde in folgenden Stückzahlen gebaut
| Typ       | 1935 | 1936 | 1937 | 1938 | 1939 | Summe |
| --------- | ---- | ---- | ---- | ---- | ---- | ----- |
| VSE, VSEB | 3    | 55   | 0    | 0    | 0    | 58    |
| VSEN      | 0    | 0    | 0    | 262  | 833  | 1095  |
| Summe     | 3    | 55   | 0    | 262  | 1095 | 1153  |

Im Jahr 1938 wurden in zwei Tranchen einmal 300 und einmal 400 Stück, zusammen also 700 Stück für die französische Luftwaffe bestellt. Es ist unklar, ob diese in den 1938–39 gelieferten Exemplaren enthalten sind.
Einige Berliet VSEN wurden 1940 im Frankreichfeldzug von der Wehrmacht erbeutet und dort weiterverwendet.

### Originalquellen
Eine Publikation, in der alle vor 1945 gebauten Berliet-Typen individuell abgehandelt wären, gibt es nicht. Neben der unten erwähnten Literatur wurde auf folgende in der Fondation Berliet verwahrte Originalunterlagen zurückgegriffen:
- "Fiches des Mines": Es handelt sich um die Unterlagen zur Erteilung einer allgemeinen Betriebserlaubnis, hierfür ist in Frankreich der "Inspecteur des mines" sachlich zuständig. Diese Unterlagen sind chronologisch geordnet und nummeriert. Nicht zu jedem Typ bzw. Variante gibt es entsprechende Unterlagen, teils, weil sie wohl als Untervarianten eines Typs verstanden wurden, für den eine gesonderte Erlaubnis nicht erforderlich war, teils wohl, weil diese Unterlagen im Laufe der letzten 100 Jahre verlorengegangen sind. Bei Militärtypen gibt es Hinweise, dass eine Betriebserlaubnis direkt durch militärische Dienststellen erfolgte, was entsprechende "fiches des mines" überflüssig machte. Die Quellenbezeichnung lautet: "Fiches No...."
- "Etat des véhicules utilitaires et autobus declares aux mines depuis 1920", eine 15-seitige Zusammenstellung vom 1. Dezember 1941, enthält insbesondere die reservierten Chassisnummernbänder, die jedoch vielfach nicht vollständig ausgeschöpft wurden, einige Typen bzw. Varianten werden nicht erwähnt, Quellenbezeichnung lautet: "Etat S..."
- "Nombre de véhicules construits de 1930 à 1942", siebenseitige Zusammenstellung der zwischen 1930 und 1942 gebauten Stückzahlen an Nutzfahrzeugen, erstellt wohl 1943, erste Seite teilweise irreparabel verderbt, teilweise werden mehrere Typen bzw. Varianten zusammengefasst, Quellenbezeichnung lautet: "Nombre S...."

### Sonstige Literatur
- Monique Chapelle: Berliet. 1. Auflage. EMCE, Saint-Chamond 2016, ISBN 978-2-35740-049-8.
- Jean François Colombet: Berliet 1945–1950, les artisans de la renommée, charhge utile hors-serie No.1. 1. Auflage. histoire&collections, Paris 1995.
- François Vauvillier: Tous les Berliet militaires 1914–1940, vol.1: les camions. histoire&collections, Paris 2019, ISBN 978-2-35250-496-2.